# 大阪府道119号箕面摂津線
大阪府道119号箕面摂津線（おおさかふどう119ごう みのおせっつせん）は、大阪府箕面市から摂津市に至る一般府道である。

## 概要
箕面市今宮3丁目から摂津市千里丘7丁目に至る。
今宮交差点（国道171号交点）から北千里駅前交差点までは対向2車線。起点付近の北行き車線では国道171号へ交通が集中するためにしばしば小さな渋滞が起こる。北千里駅前交差点から万博公園西交差点までは千里ニュータウン建設の時の道路で阪急電鉄千里線と並走する。この区間はゆったりとした見通しの良い片側2車線の直線道路で、特に南行き車線は緩やかな下り坂が延々と続く。
北行き車線（まれに南行き車線）ではしばしば速度違反の取締りが行われている。制限速度は50 km/h。万博公園西交差点から大阪府道2号大阪中央環状線・山田ランプまでの区間は未整備（都市計画道路）のため、道幅が非常に狭く車同士のすれ違いが困難な事とそれによる渋滞が発生する。

### 路線データ
- 起点：大阪府箕面市今宮3丁目（今宮交差点、国道171号交点、大阪府道121号吹田箕面線終点）
- 終点：大阪府摂津市千里丘7丁目（千里丘7丁目交差点、大阪府道14号大阪高槻京都線交点、大阪府道1号茨木摂津線終点）

## 路線状況

### 重複区間
- 大阪府道121号吹田箕面線（箕面市今宮3丁目・今宮交差点（起点） - 吹田市青山台3丁目・青山台3丁目交差点）
- 大阪府道120号山田上小野原線（吹田市千里万博公園・北消防署前交差点 - 吹田市山田北・万博公園西交差点）
- 大阪府道2号大阪中央環状線旧道（吹田市山田東4丁目 - 吹田市山田西1丁目・山田名神下交差点）
- 大阪府道1号茨木摂津線（吹田市山田西1丁目・山田名神下交差点 - 摂津市千里丘7丁目・千里丘7丁目交差点（終点））

## 地理

### 通過する自治体
- 大阪府
  - 摂津市 - 吹田市 - 箕面市

### 交差する道路
| 交差する道路                                                                     | 市町村名 | 交差する場所 | 交差する場所             |
| -------------------------------------------------------------------------------- | -------- | ------------ | ------------------------ |
| 国道171号 大阪府道121号吹田箕面線 重複区間起点                                   | 吹田市   | 今宮3丁目    | 今宮交差点 / 起点        |
| 大阪府道121号吹田箕面線 重複区間終点                                             | 吹田市   | 青山台3丁目  | 青山台3丁目交差点        |
| 大阪府道120号山田上小野原線 重複区間起点                                         | 吹田市   | 千里万博公園 | 北消防署前交差点         |
| 大阪府道120号山田上小野原線 重複区間終点 大阪府道129号南千里茨木停車場線         | 吹田市   | 山田北       | 万博公園西交差点         |
| 大阪府道2号大阪中央環状線 / バイパス                                             | 吹田市   | 山田東4丁目  |                          |
| 大阪府道2号大阪中央環状線 / 旧道 重複区間起点                                    | 吹田市   | 山田東4丁目  |                          |
| 大阪府道1号茨木摂津線 重複区間起点 大阪府道2号大阪中央環状線 / 旧道 重複区間終点 | 吹田市   | 山田西1丁目  | 山田名神下交差点         |
| 大阪府道1号茨木摂津線 重複区間終点                                               | 摂津市   | 千里丘7丁目  | 千里丘7丁目交差点 / 終点 |

### 交差する鉄道
- 大阪モノレール本線

### 沿線
- 国立循環器病センター
- 大阪府立北千里高等学校
- 千里北公園
- 阪急千里線 北千里駅
- 吹田市立山田第三小学校
- 吹田市立山田第五小学校
- 吹田市立山田中学校